# Benioffzonen
Benioffzonen (også kaldet Wadati-Benioff-zonen) er et dybt aktivt seismisk område i en subduktionszone. En sådan zone bliver dannet, når den neddykkende lithosfæreplade presses ned i asthenosfæren (ved subduktion). Den er kendetegnet ved stadig dybere jordskælvscentre. Opdagelsen af zonen var en vigtig indikation for kontinentaldriften. Et relevant kendetegn for zonen, er en opvarmning af den subducerede plades materiale (lettere end omgivelsernes!), som langsomt stiger til vejrs og danner vulkaner. Jordskælvcentrene kan nå en dybde af 700 km i Benioffzonen. Zonen blev først opdaget af den amerikanske seismolog Hugo Benioff og hans japanske kollega Kiyoo Wadati.